# Arquidiócesis de Sarai
La arquidiócesis de Sarai o de Zarew (en latín: Archidioecesis Saraiensis) fue una circunscripción eclesiástica de la Iglesia católica en el kanato de la Horda de Oro (en la actual Rusia). Se trataba de una arquidiócesis latina, sede metropolitana de la provincia eclesiástica de Sarai. Fue suprimida después de 1370.

## Territorio y organización

Extensión de la Horda de Oro en 1389. Sarai está indicada por la estrella

La arquidiócesis extendía su jurisdicción sobre los fieles católicos de rito latino residentes en inicialmente en parte del kanato de la Horda de Oro.
La sede de la arquidiócesis se encontraba en la ciudad de Sarai.
La arquidiócesis tenía como sufragáneas a las diócesis de Anapa y Cembalo.

## Historia
Sarai, un importante centro comercial en la parte baja de la cuenca del río Volga, fue fundada en 1240 por Batú Kan y fue la capital del kanato mongol de la Horda de Oro y una de las mayores ciudades del mundo medieval. La ciudad era una de las paradas obligatorias para los comerciantes y viajeros occidentales que iban a Asia Central y China.
En 1307 el papa Clemente V erigió la arquidiócesis de Janbalic en China, nombrando a Juan de Montecorvino como primer arzobispo con el título de arzobispo principal (summus archiepiscopus) para gobernar la Iglesia en todo el dominio del Imperio mongol (in toto dominio Tartarorum).
Tradicionalmente, los mongoles eran en general tolerantes con la religión cristiana, política dictada por la conciencia de la importancia económica representada por los cristianos. Por ejemplo, la presencia de un obispo ortodoxo en la capital Sarai está atestiguada desde 1280. En las estepas de Rusia y Asia Central, donde los mongoles dominaron, las diócesis latinas surgieron de la nada: Soltaniyeh, Najicheván, Kumukh (Montis Caspiorum seu Cumuchensis), Samarcanda (Semiscantensis), Almalik, Ourghanj y otras. Las órdenes dominica y franciscana enviaron un gran número de misioneros a estas tierras y se erigieron varios conventos.
En este contexto también se encuentra a la sede de Sarai, de la que se conocen cuatro obispos. El primero es el franciscano Stefano, nombrado por el papa Juan XXII en 1321. Le sucedieron Tommaso y Alberto. El último obispo es Cosma, quien alrededor de 1369 fue trasladado a la lejana sede de la arquidiócesis de Janbalic, la capital de China, pero el 11 de marzo de 1370 se lo encuentra nuevamente designado para la sede de Sarai. Esto se puede explicar por el hecho de que en esos años la dinastía Yuan dio paso a la dinastía Ming en China, menos tolerante con los cristianos y los extranjeros en general.
Según el Provinciale publicado por Konrad Eubel en su Hierarchia catholica y fechado en el siglo XIV, 6 diócesis sufragáneas formaban parte de la provincia eclesiástica de Janbalic: Zayton (en China), Caffa, Sarai, Tanais, Kumukh (Montis Caspiorum seu Cumuchensis) (las 4 en la Horda de Oro) y Almalik (en el Kanato de Chagatai).

1. Cambalien. cum suffr.: Zaitonen., Caphen., Saraien., Tanen., Montiscaspen. seu Cumuchen., de Armalech.

En su primer volumen de Le christianisme en Chine, en Tartarie et au Thibet, el misionero lazarista Evariste Huc habla de la apostasía del fraile franciscano Esteban de Sarai, su arrepentimiento y su martirio en 1334.
En un Provinciale del siglo XIV Sarai se conoce como sede metropolitana, erigida en 1362. Sólo se conoce una diócesis sufragánea, Anapa (Dioecesis Mappensis), en la costa noreste del mar Negro. En 1363 el papa Urbano V instruyó al obispo Tomás (más tarde arzobispo de Soltania) para que arbitrara la disputa entre los arzobispos de Sarai y Matrega sobre la delimitación territorial de las respectivos sufragáneas de Tanais y Anapa.
Los obispos ya no se conocen después de 1370. El destino de la arquidiócesis es incierto; es probable que la sede no sobreviviera a la llegada de Tamerlán y la destrucción de Sarai en 1395.

## Episcopologio
- Stefano, O.F.M. † (1321-?)
- Tommaso † (circa 1351-? falleció)
- Alberto Bludoni, O.F.M. † (24 de mayo de 1357-? falleció)
- Cosma, O.F.M. † (17 de junio de 1362-circa 1369 nombrado arzobispo de Janbalic)
- Cosma, O.F.M. † (11 de marzo de 1370-?) (por segunda vez)